# Gebouw Delftse Poort
Il Gebouw Delftse Poort è un complesso costituito da due grattacieli di Rotterdam, nei Paesi Bassi, l'edificio più alto (Torre I) misura 151,35 metri (164 al tetto).
Il complesso è stato costruito tra il 1988 e il 1991. Il costo delle costruzioni fu di 240 milioni fiorini olandesi (circa €100 milioni). A causa di una galleria della metropolitana situata al di sotto del complesso, furono richiesti metodi di costruzione avanzati, permettendo la costruzione di un solo piano interrato. Fino al 2015 l'edificio era principalmente usato dal gruppo assicurativo Nationale-Nederlanden (ramo del gruppo ING fino al 2014). Nell'aprile del 2015 il complesso è stato ufficialmente riaperto sotto proprietà della società CBRE Global Investors come complesso per uffici. Nationale-Nederlanden è divenuto locatario, affittando un terzo dell'edificio, di conseguenza il loro logo fu sostituito con un logo proprio del complesso.